# Breganze Sauvignon
Le Breganze Sauvignon est un vin italien de la région Vénétie doté d'une appellation DOC depuis le 18 juillet 1969. Seuls ont droit à la DOC les vins blancs récoltés à l'intérieur de l'aire de production définie par le décret. 

## Aire de production
Les vignobles autorisés se situent en province de Vicence dans les communes de Bassano del Grappa, Breganze, Fara Vicentino, Lugo di Vicenza, Marostica, Mason Vicentino, Molvena, Montecchio Precalcino, Pianezze, Salcedo, Sandrigo, Sarcedo et Zugliano. Les vignobles se situent sur des pentes des collines entre les fleuves Brenta et Astico (un affluent du Bacchiglione).
Le vin blanc du Sauvignon répond à un cahier des charges moins exigeant que le Breganze Sauvignon superiore, essentiellement en relation avec le titre alcoolique.

## Caractéristiques organoleptiques
- couleur: jaune paille
- odeur: délicat, plus ou moins aromatique
- saveur: sèche, harmonique et puissant, avec un goût de la pierre à fusil

Le Breganze Sauvignon se déguste à une température de 10 à 12 °C et il se gardera 2 à 3 ans.

## Production
Province, saison, volume en hectolitres :
- Vicenza  (1995/96)  63,16
- Vicenza  (1996/97)  125,93